# Marcella Ficca Monaco
Marcella Ficca, coniugata Monaco (1915 – 2001), è stata un'antifascista e partigiana italiana, medaglia d'argento al valor militare.

## Biografia
È attiva come antifascista sin dagli anni trenta, insieme al marito Alfredo Monaco che, nel 1943, aderisce al Partito Socialista Italiano.
Dopo l'occupazione tedesca di Roma, Marcella Monaco svolge attività partigiana in qualità di staffetta, addetta al trasporto di armi e dando asilo ai partigiani ricercati e feriti nella casa di Via della Lungara 28B, situata all'interno di Regina Coeli ed assegnata al marito in quanto medico del carcere.
Tale circostanza, il 24 gennaio 1944, le permette di portare a termine positivamente l'evasione da Regina Coeli di Sandro Pertini, Giuseppe Saragat e di altri cinque prigionieri politici, tutti condannati a morte per attività antifascista (Luigi Allori, Luigi Andreoni, Carlo Bracco,  Ulisse Ducci e Torquato Lunedei). L'evasione è ideata e organizzata da Giuliano Vassalli e Peppino Gracceva, comandanti delle formazioni socialiste romane, poi divenuti Brigate Matteotti, con l'aiuto di Massimo Severo Giannini e Ugo Gala e, dall'interno del carcere, Filippo Lupis, Alfredo e Marcella Monaco.
Vassalli e Giannini riescono a impossessarsi dei moduli e dei timbri originali per la scarcerazione, essendo stati dipendenti del Tribunale di Roma sino all'8 settembre e predispongono un falso ordine. I tedeschi sono poi sollecitati ad eseguirlo, proprio grazie a una  telefonata di Marcella, che si finge impiegata della questura.
Una volta evasi, Pertini e Saragat sono alloggiati transitoriamente in casa Monaco, nell'abitazione del medico di servizio del complesso di Regina Coeli, stante l'imminente scoccare del coprifuoco. Gli altri cinque, invece, provvedono autonomamente.
Le fasi della brillante operazione sono raccontate dalla stessa Marcella Ficca nel documentario La donna nella Resistenza, girato per la RAI da Liliana Cavani nel 1965.
Ricercata dalle SS, Marcella Monaco entra in clandestinità fino al giorno della Liberazione di Roma, mentre i suoi due figli, Giorgio di sei anni e Fabrizio di due, vengono nascosti presso istituti religiosi extraterritoriali.
Con l'avvento della Repubblica ritorna alla sua attività di moglie e madre.
È deceduta nel 2001 a 86 anni.